# Autigny-le-Petit
Pour les articles homonymes, voir Autigny.
Autigny-le-Petit est une commune française, située dans le département de la Haute-Marne en région Grand Est.

## Géographie

### Hydrographie
La commune est dans la région hydrographique « la Seine de sa source au confluent de l'Oise (exclu) » au sein du bassin Seine-Normandie. Elle est drainée par le canal de la Marne a la Saone et le Fossé 01 de sous Cou,.
Le canal de la Marne à la Saône est un canal à bief de partage au gabarit Freycinet, d'une longueur de 160 km reliant les vallées de la Marne et de la Saône, géré par les Voies navigables de France.

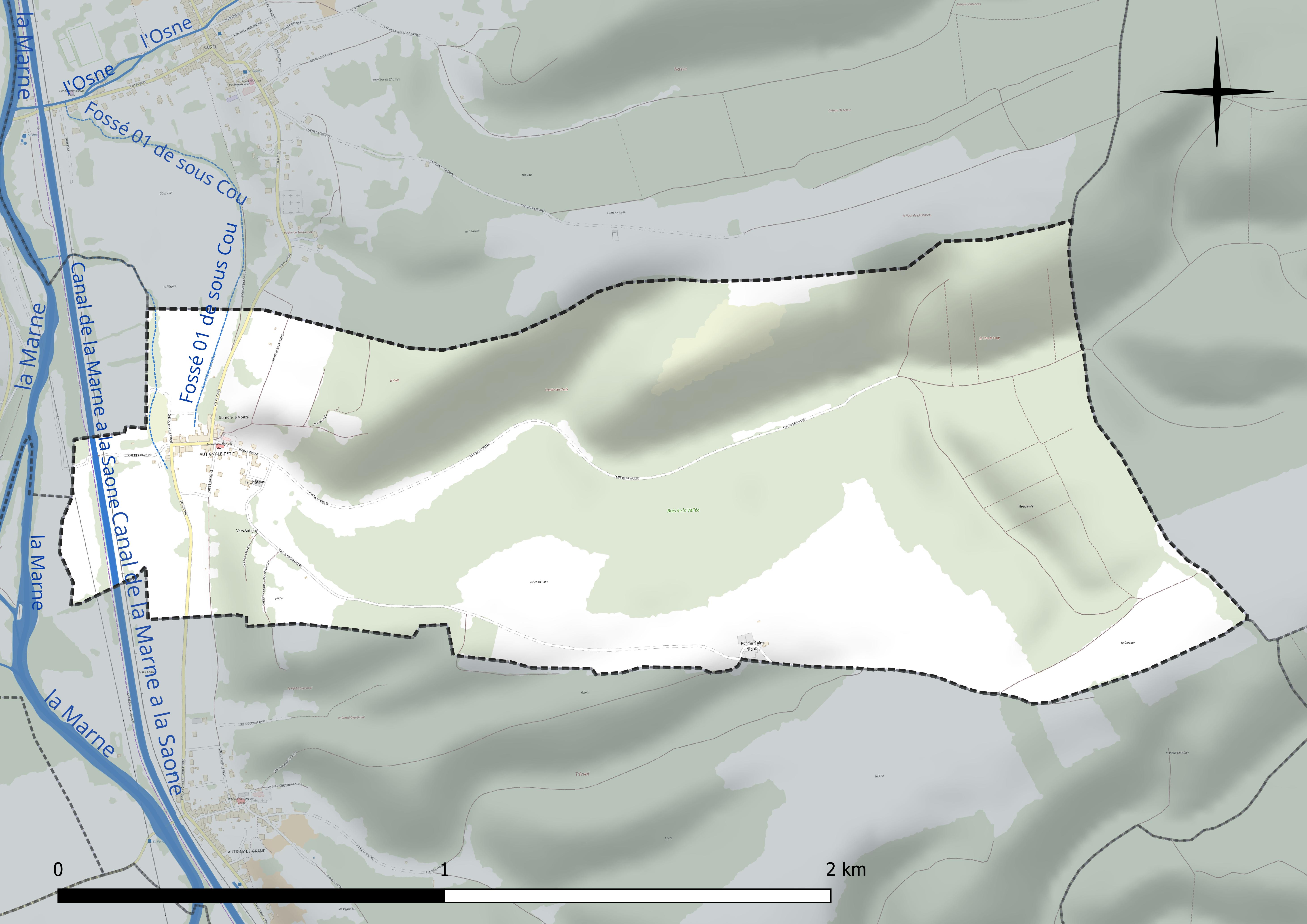
Réseau hydrographique d'Autigny-le-Petit.

### Climat
Pour des articles plus généraux, voir Climat du Grand Est et Climat de la Haute-Marne.
En 2010, le climat de la commune est de type climat de montagne, selon une étude du Centre national de la recherche scientifique s'appuyant sur une série de données couvrant la période 1971-2000. En 2020, Météo-France publie une typologie des climats de la France métropolitaine dans laquelle la commune est exposée à un climat océanique altéré et est dans la région climatique Lorraine, plateau de Langres, Morvan, caractérisée par un hiver rude (1,5 °C), des vents modérés et des brouillards fréquents en automne et hiver.
Pour la période 1971-2000, la température annuelle moyenne est de 10,2 °C, avec une amplitude thermique annuelle de 16,1 °C. Le cumul annuel moyen de précipitations est de 994 mm, avec 13,8 jours de précipitations en janvier et 9,5 jours en juillet. Pour la période 1991-2020, la température moyenne annuelle observée sur la station météorologique de Météo-France la plus proche, « Chevillon_sapc », sur la commune de Chevillon à 5 km à vol d'oiseau, est de 11,1 °C et le cumul annuel moyen de précipitations est de 982,1 mm. 
La température maximale relevée sur cette station est de 40,6 °C, atteinte le 25 juillet 2019 ; la température minimale est de −17,4 °C, atteinte le 20 décembre 2009,,.
Les paramètres climatiques de la commune ont été estimés pour le milieu du siècle (2041-2070) selon différents scénarios d'émission de gaz à effet de serre à partir des nouvelles projections climatiques de référence DRIAS-2020. Ils sont consultables sur un site dédié publié par Météo-France en novembre 2022.

## Urbanisme

### Typologie
Au 1er janvier 2024, Autigny-le-Petit est catégorisée commune rurale à habitat dispersé, selon la nouvelle grille communale de densité à sept niveaux définie par l'Insee en 2022.
Elle est située hors unité urbaine. Par ailleurs la commune fait partie de l'aire d'attraction de Joinville, dont elle est une commune de la couronne,. Cette aire, qui regroupe 31 communes, est catégorisée dans les aires de moins de 50 000 habitants,.

### Occupation des sols
L'occupation des sols de la commune, telle qu'elle ressort de la base de données européenne d’occupation biophysique des sols Corine Land Cover (CLC), est marquée par l'importance des forêts et milieux semi-naturels (57,3 % en 2018), en diminution par rapport à 1990 (59,9 %). La répartition détaillée en 2018 est la suivante : 
forêts (57,3 %), terres arables (21,9 %), zones agricoles hétérogènes (16,3 %), prairies (4,5 %). L'évolution de l’occupation des sols de la commune et de ses infrastructures peut être observée sur les différentes représentations cartographiques du territoire : la carte de Cassini (XVIIIe siècle), la carte d'état-major (1820-1866) et les cartes ou photos aériennes de l'IGN pour la période actuelle (1950 à aujourd'hui).

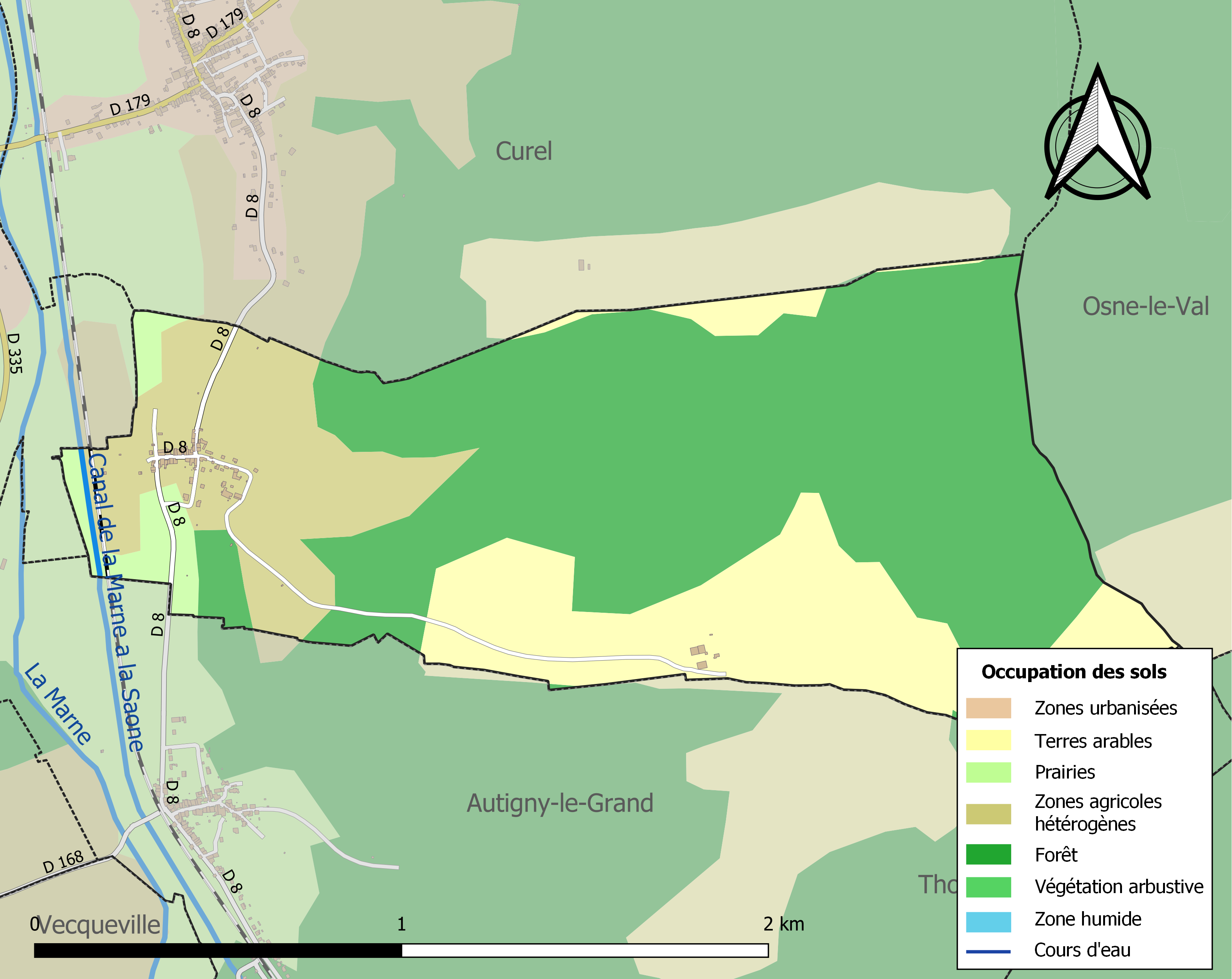
Carte des infrastructures et de l'occupation des sols de la commune en 2018 (CLC).

## Toponymie
Autigny-le-Petit et Autigny-le-Grand, à l'origine, ne formaient qu'une seule communauté.
Le nom de la localité est attesté sous les formes Autigney-le-Petit (1296) ; Autigny-le-Petit (1401) ; Autigny (1532) ; Aultigny-le-Petit (1576).

## Histoire
Première mention au XIIe siècle, sous le nom d'Autigny Homonymie avec Altenach, Autignac et les autres Autigny.
Appartenait à la maison de Joinville. Important vignoble jadis. Les habitants d'Autigny-le-Petit furent serfs de l'abbaye de Saint-Urbain jusqu'en 1556, date de leur affranchissement.
Fusion de Curel et d'Autigny-le-Petit en 1973, défusion en 1984.

## Politique et administration

### Liste des maires
| Période                                  | Période  | Identité       | Étiquette | Qualité  |
| ---------------------------------------- | -------- | -------------- | --------- | -------- |
| Les données manquantes sont à compléter. |          |                |           |          |
| mars 2001                                | 2020     | Pierre Barbier | DVG       | Retraité |
| 2020                                     | En cours | Romain Collin  |           |          |

## Population et société

### Démographie
L'évolution du nombre d'habitants est connue à travers les recensements de la population effectués dans la commune depuis 1793. Pour les communes de moins de 10 000 habitants, une enquête de recensement portant sur toute la population est réalisée tous les cinq ans, les populations de référence des années intermédiaires étant quant à elles estimées par interpolation ou extrapolation. Pour la commune, le premier recensement exhaustif entrant dans le cadre du nouveau dispositif a été réalisé en 2005.

En 2022, la commune comptait 55 habitants, en évolution de −11,29 % par rapport à 2016 (Haute-Marne : −4,62 %, France hors Mayotte : +2,11 %).
| 1793 | 1800 | 1806 | 1821 | 1831 | 1836 | 1841 | 1846 | 1851 |
| ---- | ---- | ---- | ---- | ---- | ---- | ---- | ---- | ---- |
| 106  | 119  | 129  | 148  | 150  | 162  | 178  | 148  | 160  |

| 1856 | 1861 | 1866 | 1872 | 1876 | 1881 | 1886 | 1891 | 1896 |
| ---- | ---- | ---- | ---- | ---- | ---- | ---- | ---- | ---- |
| 206  | 200  | 187  | 137  | 147  | 133  | 137  | 176  | 113  |

| 1901 | 1906 | 1911 | 1921 | 1926 | 1931 | 1936 | 1946 | 1954 |
| ---- | ---- | ---- | ---- | ---- | ---- | ---- | ---- | ---- |
| 115  | 87   | 86   | 81   | 106  | 75   | 74   | 74   | 84   |

| 1962 | 1968 | 1990 | 1999 | 2005 | 2006 | 2010 | 2015 | 2020 |
| ---- | ---- | ---- | ---- | ---- | ---- | ---- | ---- | ---- |
| 97   | 80   | 75   | 56   | 55   | 53   | 54   | 60   | 52   |

| 2022 | - | - | - | - | - | - | - | - |
| ---- | - | - | - | - | - | - | - | - |
| 55   | - | - | - | - | - | - | - | - |

### Manifestations culturelles et festivités
- Fête communale le 4 juillet ; patronale le 29 juin.

## Culture locale et patrimoine

### Lieux et monuments
- Église Notre-Dame-de-la-Nativité

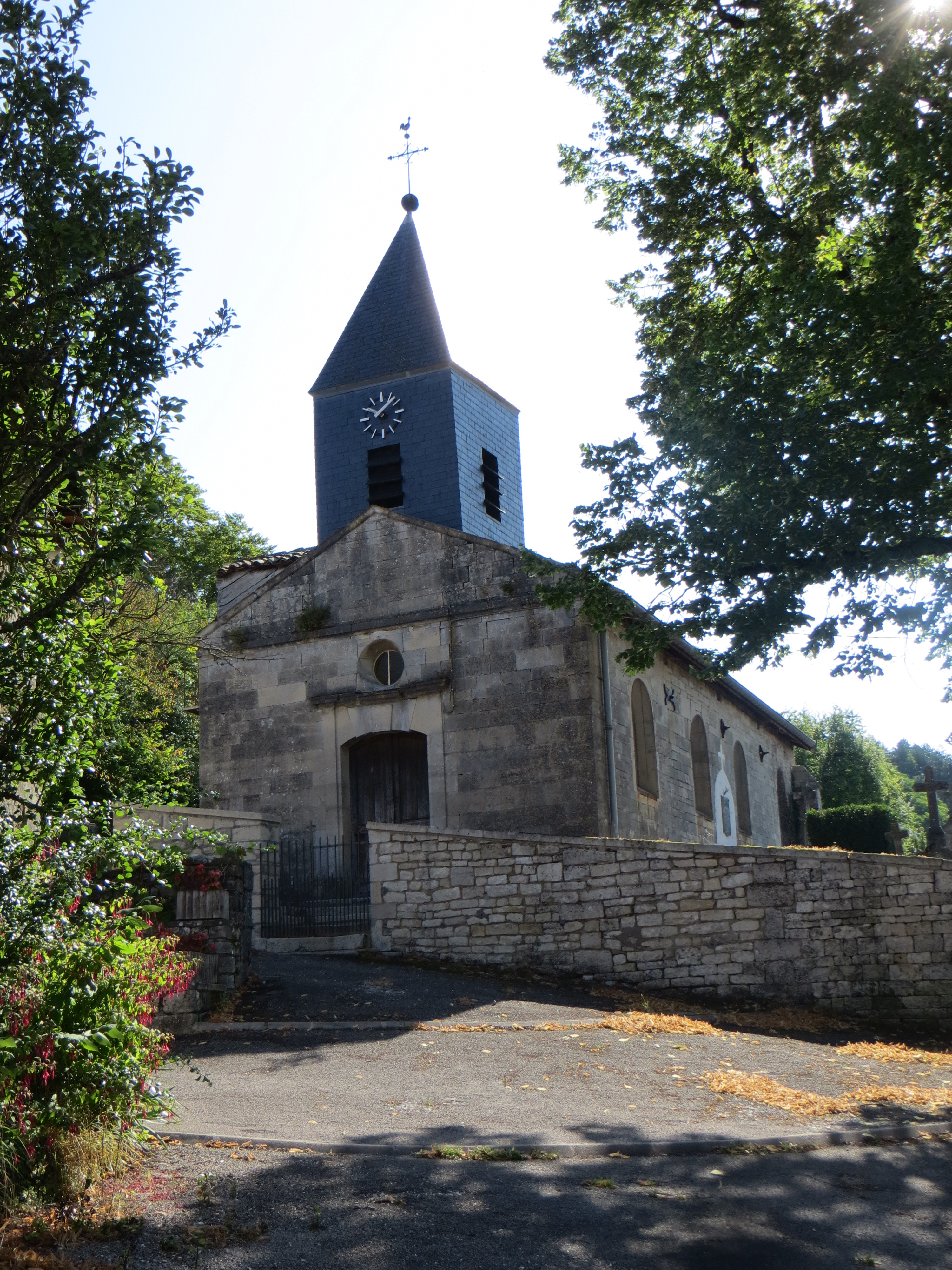
Église Notre-Dame-de-la-Nativité

- Architecture civile : maisons des XVIIe et XVIIIe siècles.
- Canal de la Marne à la Saône, pont levant.
- pigeonnier, ancien pressoir.
- Architecture sacrée : église Saint-Pierre du XIXe siècle.
- Site : Vallée de la Marne.